# San Pedro Topiltepec
San Pedro Topiltepec là một đô thị thuộc bang Oaxaca, México. Năm 2005, dân số của đô thị này là 372 người.